# Bazoches-les-Gallerandes
Bazoches-les-Gallerandes är en kommun i departementet Loiret i regionen Centre-Val de Loire strax norr Frankrikes mitt. Kommunen ligger i kantonen Outarville som tillhör arrondissementet Pithiviers. År 2022 hade Bazoches-les-Gallerandes 1 482 invånare.

## Befolkningsutveckling
Antalet invånare i kommunen Bazoches-les-Gallerandes
| Referens: INSEE |